# Consonante
In fonetica articolatoria, una consonante è un fono che ha come realizzazione prevalente un contoide. La parola «consonante» proviene dal latino consonans (sottinteso littera, «lettera»), che significa letteralmente "suona con" o "suona insieme". Il termine sta infatti a indicare che questo suono può essere pronunciato solo in appoggio e con l'aiuto di una vocale. 
Mentre quest'ultima è un suono che viene prodotto senza che all'aria espiratoria emessa dai polmoni vengano frapposti ostacoli nella zona della cavità orale, una consonante è articolata, viceversa, opponendo all'aria un ostacolo, in modo da produrre un rumore nella sua fuoriuscita. Gli ostacoli frapposti consistono nella chiusura parziale o totale del canale vocale: ciò è possibile o chiudendo del tutto o in parte la bocca o utilizzando organi molli quali la lingua, le labbra, il velo palatino.

## Consonanti e sonoranti
L'idea che una consonante non possa "suonare da sola", ma solo con una vocale vicina, come, ad esempio, nel caso del latino, non è più universalmente accettata. Essa è infatti imprecisa, poiché esistono lingue che hanno delle consonanti che fungono da nucleo di sillaba (per esempio nello sloveno Trst, "Trieste". Nell'alfabeto fonetico internazionale una consonante sillabica è indicata con un trattino sotto al simbolo della corrispondente consonante: [ˈtr̩st]). L'esempio sloveno mostra la consonante [r] che occupa il nucleo sillabico: si tratta di un particolare tipo di fono detto "contoide intenso" o "sonante" che può occupare la posizione di solito riservata alle vocali, per la maggior intensità dell'energia articolatoria.
Per indicare i foni che non possono suonare da soli, cioè non possono essere nuclei sillabici, il linguista Kenneth Pike propose di adottare una doppia terminologia.
Essa prevede di indicare con il termine di consonanti tutti i foni asillabici, compresi i foni tradizionalmente denominati vocali asillabiche. Il termine vocali è invece adottato per indicare tutti i foni che possono avere il ruolo di nucleo sillabico. Quindi nella parola Trst [ˈtr̩st]) il fonema [r̩] andrebbe considerato una vocale.
La distinzione dei suoni basata invece sulla loro natura fonetica andrebbe resa con i termini contoidi e vocoidi. La principale caratteristica che distingue i due tipi di foni è l'apertura articolatoria, ovvero il grado di restringimento del canale orale. Inoltre anche l'intensità del suono e la natura della vibrazione delle pliche vocali distingue solitamente i vocoidi dai contoidi. Secondo questa classificazione fonetica, nella parola Trst [ˈtr̩st]) compaiono soltanto contoidi.
Le denominazioni proposte da Kenneth Pike sono state adottate principalmente dai fonetisti, tra cui in Italia Luciano Canepari. Nell'ambito della fonologia invece è ancora dominante la terminologia tradizionale, adottata anche dall'Associazione Fonetica Internazionale.
Nell'italiano, la distinzione fonetica tra vocoidi e contoidi coincide con quella tra vocali e consonanti, perché soltanto i vocoidi possono essere sillabici, e viceversa i contoidi non lo possono mai essere. In altre lingue, come lo sloveno, il croato, ed anche l'inglese (almeno nella pronuncia a ritmo allegro), anche alcuni contoidi possono avere il ruolo di nuclei sillabici.
I contoidi che possono essere sillabici hanno delle caratteristiche particolari, soprattutto per quanto riguarda la sonorità, che li avvicinano ai vocoidi. Secondo la teoria della sonorità spontanea, elaborata da Noam Chomsky e Morris Halle, la realizzazione più aperta di alcuni foni provocherebbe una vibrazione spontanea delle pliche vocali, di natura particolare. Tale gruppo di suoni, detti sonanti, è composto dai foni classificati dall'IPA come nasali, vibranti e laterali approssimanti.

## Modo, luogo e grado dell'articolazione

### Modo di articolazione
Dal punto di vista del modo di articolazione si distinguono diverse categorie di consonanti:
- occlusive (anche "esplosive" o "momentanee")
- continue, a loro volta divise in:
  - fricative (o anche "spiranti")
  - liquide (tra queste, ve ne sono laterali, vibranti)
  - nasali
- affricate (o anche "semi-occlusive)"
- approssimanti

### Luogo di articolazione
Dal punto di vista del luogo (o punto) di articolazione si distinguono principalmente:
- bilabiali
- labiodentali
- dentali
- alveolari e postalveolari
- palatali
- velari
- retroflesse o cacuminali
- uvulari
- faringali
- epiglottidali
- glottidali

### Grado di articolazione
Si parla di "grado di articolazione" in relazione alla opposizione tra consonanti sonore e sorde. Le sonore sono prodotte con le corde vocali in vibrazione al passaggio dell'aria, le sorde con le corde vocali divaricate, con ciò influenzando l'entità della risonanza.
Per ogni modo (principalmente occlusivo, fricativo e affricato) e luogo di articolazione ci sarà una consonante sorda e una consonante sonora: per esempio, si ha una consonante occlusiva bilabiale sorda [p] e sonora [b], una fricativa palatale sorda [ç] e sonora [ʝ], una affricata alveolare sorda [t͡s] e sonora [d͡z]. Per i modi di articolazione nasale, vibrante, approssimante e laterale si può parlare meglio di desonorizzazione, data la principale natura sonora di queste consonanti, fenomeno che si segnala con il simbolo [ ̥ ].